# ۳۸۵ (میلادی)

## رویدادها
- ۱۱ فوریه - انتخاب پیرترین پاپ: سیریسیوس اسقف تاراگونا در اسپانیا.
- نیایشگاه سراپئوم در اسکندریه مصر نابود گشت.
- جینسای بائکجه پادشاه مملکت باستانی بائکجه در کره شد.